# Netto Marken-Discount
Netto Marken-Discount (также известная как просто Netto) — немецкая сеть супермаркетов-дискаунтеров, принадлежащая компании Edeka. Магазины сети в основном расположены в южной и западной части Германии. По количеству магазинов Netto является самой большой сетью в Германии. Так в 2004 году сеть насчитывала 1000 точек, а в 2009 году был открыт 4000-й магазин. По данным на 2022 год сеть насчитывает 4270 магазинов.

## История
Компания была основана Майклом Шелсом в Регенсбурге в 1928 году и занималась оптовой продажей продуктов питания. В 1971 году в Байльнгрисе был открыт первый розничный магазин под названием SuDi (SuperDiscount), после чего сеть начала развиваться до 1983 года. В 1983 году была разработана концепция дискаунтера Netto, которую применили в одном из магазинов в Регенсбурге. На волне успеха нового формата остальные 50 магазинов сети также до 1990 года были преобразованы в Netto.
В 2004 году Tiwi Vermögensverwaltungsgesellschaft (принадлежала Spar Group) стала владельцем супермаркетов Netto, а в апреле 2005 года продала их Edeka. В 2007 году к сети были добавлены магазины бывшей Kondi, а в 2009 году Edeka Group выкупила супермаркеты сети Plus и преобразовала их в супермаркеты Netto.
Концепция Netto Marken-Discount — предоставить покупателям известные бренды по низким ценам, что отличает её от конкурирующих сетей-дискаунтеров Aldi и Lidl, которые в основном продают товары под собственными торговыми марками.
Немецкая Netto Marken-Discount не имеет отношения к датской сети Netto, у которой также есть несколько магазинов в Германии, а также французской сети Netto. Хотя материнская компания Edeka владела 25 % датской Netto, но продала её в 2012 году.